# Hét
Hét là một thị trấn thuộc hạt Borsod-Abaúj-Zemplén, Hungary. Thị trấn này có diện tích 3,71 km², dân số năm 2010 là 512 người, mật độ 138 người/km².